# الطراد الألماني إس إم إس سيدليتز
إس إم إس سيدليتز طراد معركة للبحرية الإمبراطورية الألمانية، التي بنيت في هامبورغ. تم طلبها في عام 1910 وتم تجهيزها في مايو 1913،حيث كانت طراد المعركة الرابع الذي صمم لأسطول أعالي البحار. سميت على اسم فريدريش فيلهلم فون سيدليتز، جنرال بروسي في عهد الملك فريدريك الكبير وحرب السنوات السبع.  يمثل سيدليتز تتويجا للجيل الأول من طرادات المعركة الألمانية، التي كانت قد بدأت مع Von der Tann في عام 1906 واستمر مع زوج من مولتك-فئة طراد المعركة الذي تم طلبها في عام 1907 و1908. أظهر سيدليتز العديد من التحسينات الإضافية على التصميمات السابقة، بما في ذلك نظام الدفع المعاد تصميمه وتحسين تصميم المدرعات. كانت السفينة أيضًا أكبر بكثير من سابقاتها - حيث بلغت إزاحتها 24,988 طن متري (24,593 طن كبير؛ 27,545 طن صغير)، وكان 24,988 طن متري (24,593 طن كبير؛ 27,545 طن صغير) حوالي 3,000 طن متري أثقل من طرادات فئة مولتك.
شارك سيدليتز في العديد من عمليات الأسطول خلال الحرب العالمية الأولى، بما في ذلك معارك دوغر ويوتلاند في بحر الشمال. عانت السفينة من أضرار جسيمة أثناء الاشتباكات؛ خلال معركة دوغر، تلقت قذيفة من عيار 13.5 (34.3 سم) من طراد معركة بريطاني يدعى ليون ضرب برج المؤخرة وتسببت في ما يقرب من انفجار مخظن الذخيرة الذي كاد ان يدمر السفينة. في معركة يوتلاند أصيب في إحدى وعشرون مرة بقذائف من العيار الثقيل، اخترقت إحداها غرفة العمل في البرج. على الرغم من أن الحريق الناتج أدى إلى تدمير البرج، إلا أن تدابير السلامة التي فرضت بعد معركة دوغر منعت وقوع كارثة. أصيبت السفينة أيضًا بطوربيد أثناء المعركة، مما تسبب في ابتلاعها أكثر من 5300 طن متري من الماء. كان لابد من تخفيف وزنها بشكل كبير للسماح لها بالعبور في Jade Bar. ألحقت السفينة أضرارا بالغة بخصومها البريطانيين؛ في وقت مبكر من المعركة، دمر كل من سيدليتز وطراد المعركة Derfflinger، طراد المعركة البريطاني كويين ماري في ثوان.
شهدت سيدليتز حركة محدودة في بحر البلطيق، عندما قامت بعمليات إستطلاع للأسطول الألماني الذي حاول في معركة خليج ريغا تطهير الخليج في عام 1915. كما هو الحال مع بقية طرادات المعركة الألمان الذين نجوا من الحرب، تم احتجاز السفينة في سكابا فلو في عام 1918. كانت السفينة، إلى جانب بقية أسطول أعالي البحار، قد أغرقت في يونيو 1919، لمنع الاستيلاء عليها من قبل البحرية الملكية البريطانية. تم غنتشالها في 2 نوفمبر 1928 وتم تخريدها بحلول عام 1930 في روسيث.

## الحواشي

### اقتباسات
1. ↑  Staff.

## روابط خارجية
- DreadnoughtProject.org ثلاثة رسومات عالية الدقة لبناء السفن.